# 小行星278986
小行星278986（278986 Chenshuchu），臨時編號2008 UQ205，是一顆位於小行星帶的小行星，由鹿林天文台於2008年10月20日發現。
該小行星以台灣的菜販及慈善家陳樹菊命名。陳樹菊現居台東縣台東市，她長年捐出賣菜所得，2010年被選為時代百大人物英雄之一。